# Masía de Molla
La masía de Molla es un edificio agrícola fortificado situado en el término municipal de Liria (Valencia).
Es bien de interés cultural con número 46.11.147-027 por declaración genérica.